# مستی عشق
مستی عشق نام فیلمی است به کارگردانی اسماعیل کوشان که محصول سال ۱۳۳۰ می‌باشد.

## خلاصه داستان
هنوز مدت کوتاهی از ازدواج گلنار با همایون نگذشته که خبر می‌رسد همسرش در یک تصادف اتومبیل درگذشته است. گلنار آواره شده ولی به زودی وسیلهٔ مهندس رئوف هدف تازه‌ای پیدا می‌کند. او دخترش هما را تحت سرپرستی مهندس رئوف مرد تازهٔ زندگیش بزرگ می‌کند. سال‌ها بعد وقتی قرار است هما با جوانی به نام بهرام ازدواج کند، همایون که هنوز زنده است پیدایش می‌شود و گلنار بعد از مدتی تردید سرانجام به طرف او می‌رود.

## بازیگران
- محسن مهدوی
- حسین دانشور
- بهرام سیر
- معصومه خاکیار
- مهدی شبان یا مهدی میثاقیه
- سیمین
- مسعود شرافت
- حبیب الله مراد
- الکساندر بیجانیان

## منبع
وبگاه سوره
[کتاب فرهنگ فیلمهای سینمای ایران نوشته جمال امید]